# 아쿠아 마르키아

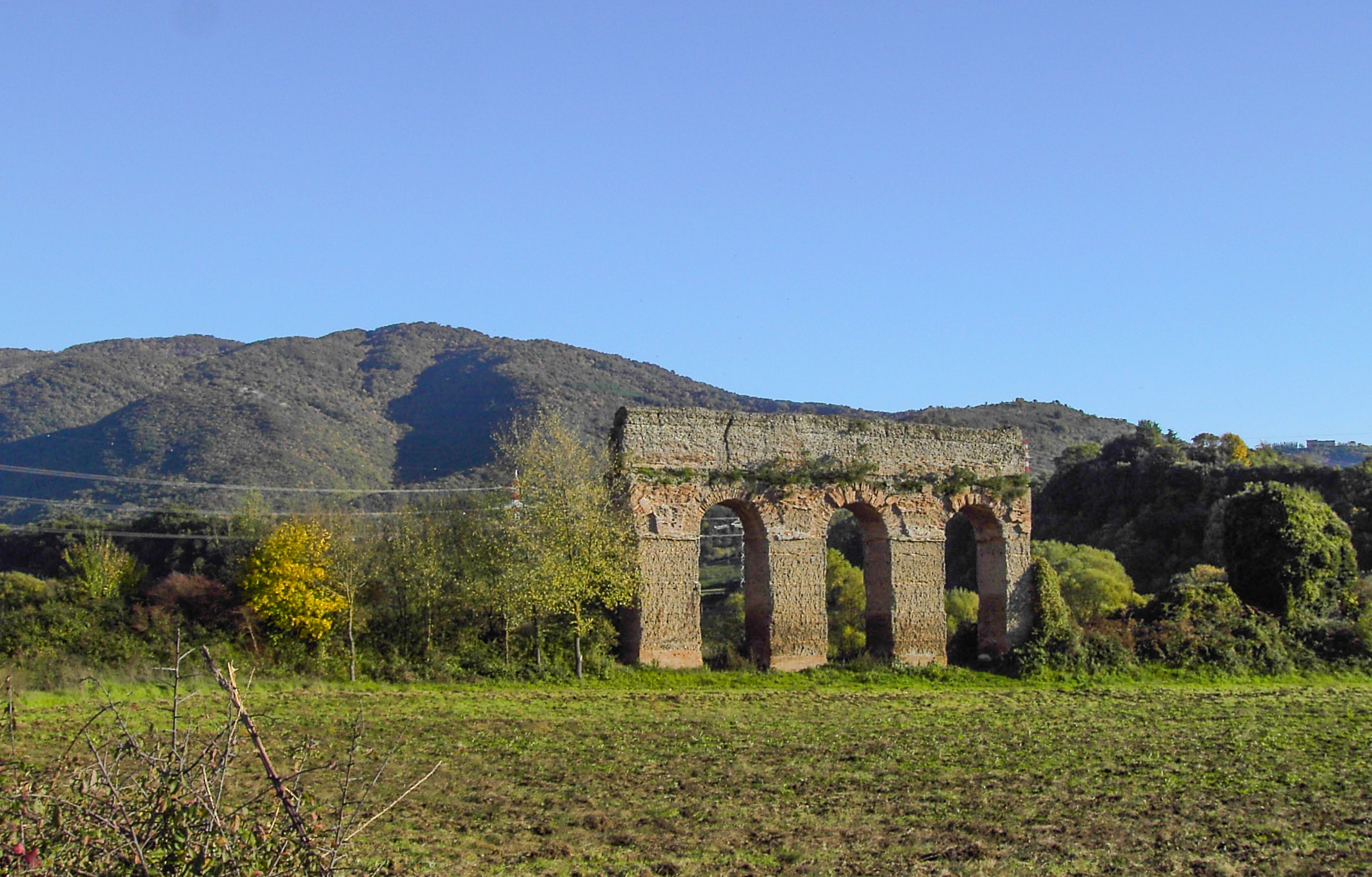
티볼리 근처의 아쿠아 마르키아

아쿠아 마르키아(라틴어:Aqua Marcia, 마르키아 수도교)는 고대 로마의 도시에 공급된 11가지 수도교 중 가장 긴 수도교이다. 1586년부터 아직까지 제 기능을 유지하고 있는 아쿠아 펠리체는 아쿠아 마르키아의 구간을 따라 길게 뻗어 있다.

## 역사
아쿠아 마르키아는 기원전 144년 집정관 퀸투스 마르키우스 렉스 (Quintus Marcius Rex)가 건설했다. 수도교의 이름은 그의 이름을 따서 붙여졌다. 이 수도교는 로마까지 비아 티부르티나를 따라가며, 로마 시의 동쪽 경계인 아우렐리아누스 성벽의 포르타 티부르티나를 통해 도시로 들어갔으며, 차갑고 맑은 물로 널리 알려져 있었다.
아쿠아 마르키아는 기원전 146년, 이제 막 지어진 코린토스에 있던 로마의 수도교들이 같은 해 제3차 포에니 전쟁 막바지에 카르타고가 파괴하면서 손상된 것에 대하여 크게 보상한 것이었다. 아쿠아 마르키아를 통해 공급된 물은 거대한 제국 도시로 향하는 로마의 확장을 가능하게 한 중요한 요소였다.
그 당시 수도교의 원천지는 아니오 계곡으로부터 91 km 이상 떨어져있는 지금의 아르솔리와 아고스타 마을 근처에 있었다. 대략적인 위치는 로마 시 동쪽 부분의 언덕에 있었으며 아니오 베투스, 아니오 노부스, 아쿠아 클라우디아를 포함한 다른 수도교들을 위해서도 쓰였다. 오늘날에도 같은 원천지가 현대에 지어진 수도에 공급하기 위해서 쓰이고 있다.
아쿠아 마르키아는 로마 북쪽에 있는 비미날레 언덕으로, 그곳에서부터 도시의 카일리아누스, 아벤티누스, 팔라티누스, 카피톨리누스 지역으로 물을 공급했다. 카피톨리노 언덕으로 확장한 것은 그당시 논란을 불러 일으켰는데, 전통주의자들이 시빌라 신탁집 (en:Sibylline Books)에서 그곳으로 물을 옮기는 데 경고한 구절을 거스르는 것에 대해 우려했기 때문이었다.
시간이 흐른 기원전 33년 마르쿠스 아그리파가 수도교를 수리했고, 훗날 세워진 포르타 티부르티나 내부의 아치에 새겨진 문구에 의하면 아우구스투스가 다시 수리했다. 또한 아우구스투스는 추가로 아쿠아 아우구스타를 건설해 그곳에 연결하여 처리량을 두배로 만들어서 수도 공급을 늘렸다. 이 수도 공급량 중 상당수는 시민들이 개인적인 용도로 끌어갔는데, 이 때문에 네로 시기에 이르러서는 시내에 공급되는 것은 사실상 거의 없는 상태까지 이르렀다. 이후 즉위한 황제들에 의해 공급은 더욱 늘어났다. 프로티누스가 도시에 있는 수도교의 개수를 대략 97개 정도로 측정했던 당시, 아쿠아 마르키아는 매일 187,600,000L의 물을 도시로 보낼 수 있는 수용능력을 기지고 있었으며 도시에서 두 번째로 규모가 큰 수도 공급원이었다.

## 사진

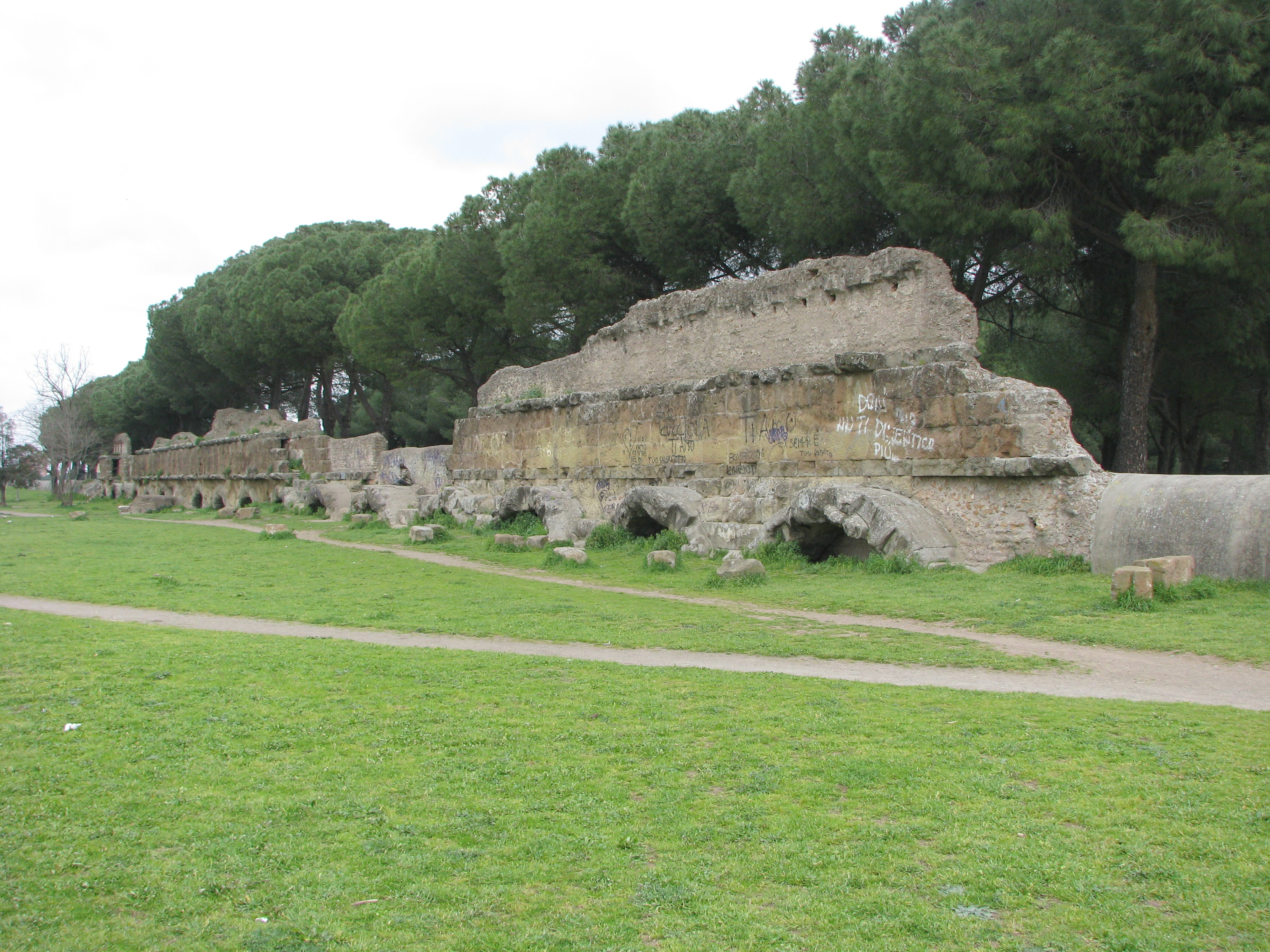
로마의 로마베키아 근처의 아쿠아 마르키아
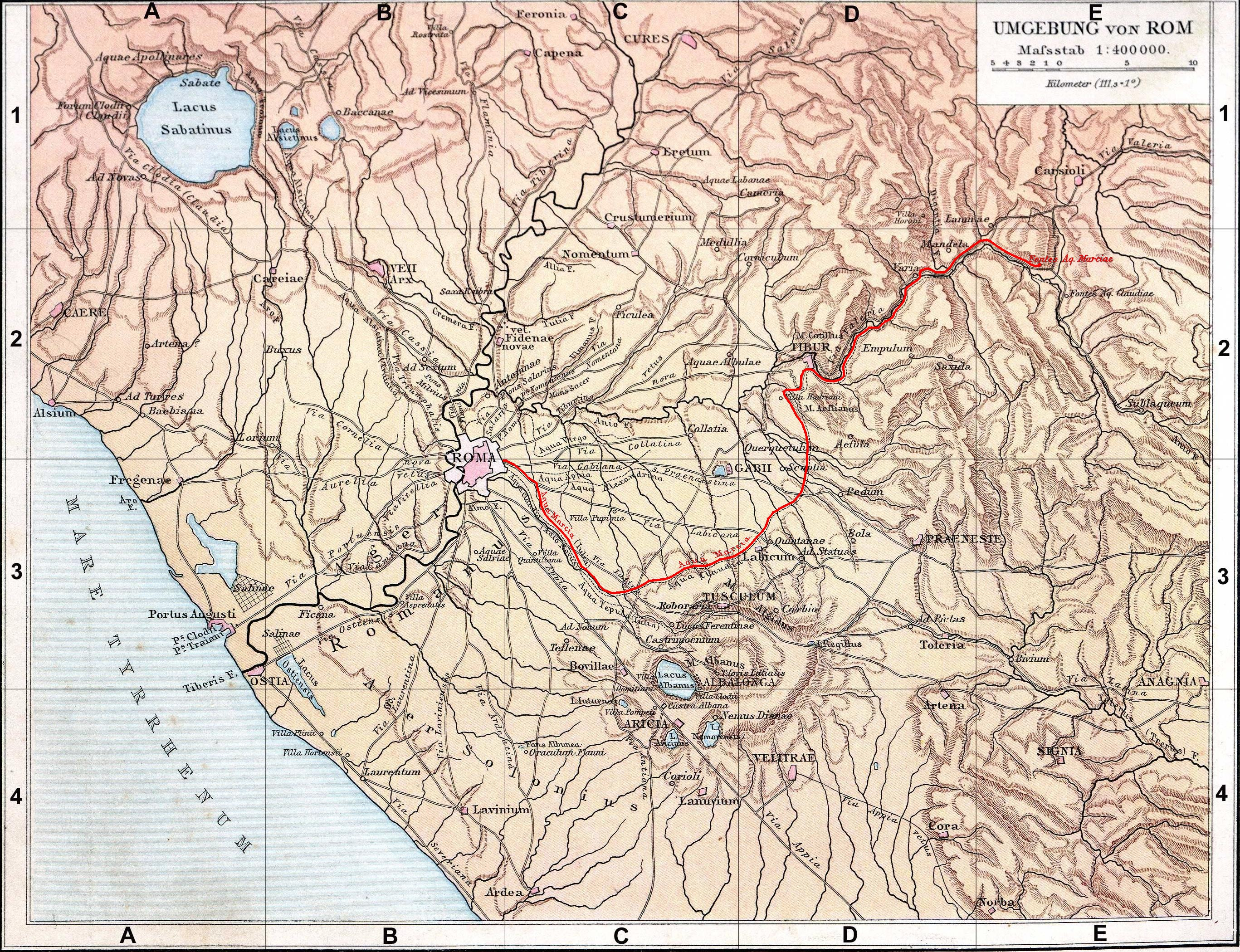
로마 외곽의 아쿠아 마르키아 구간
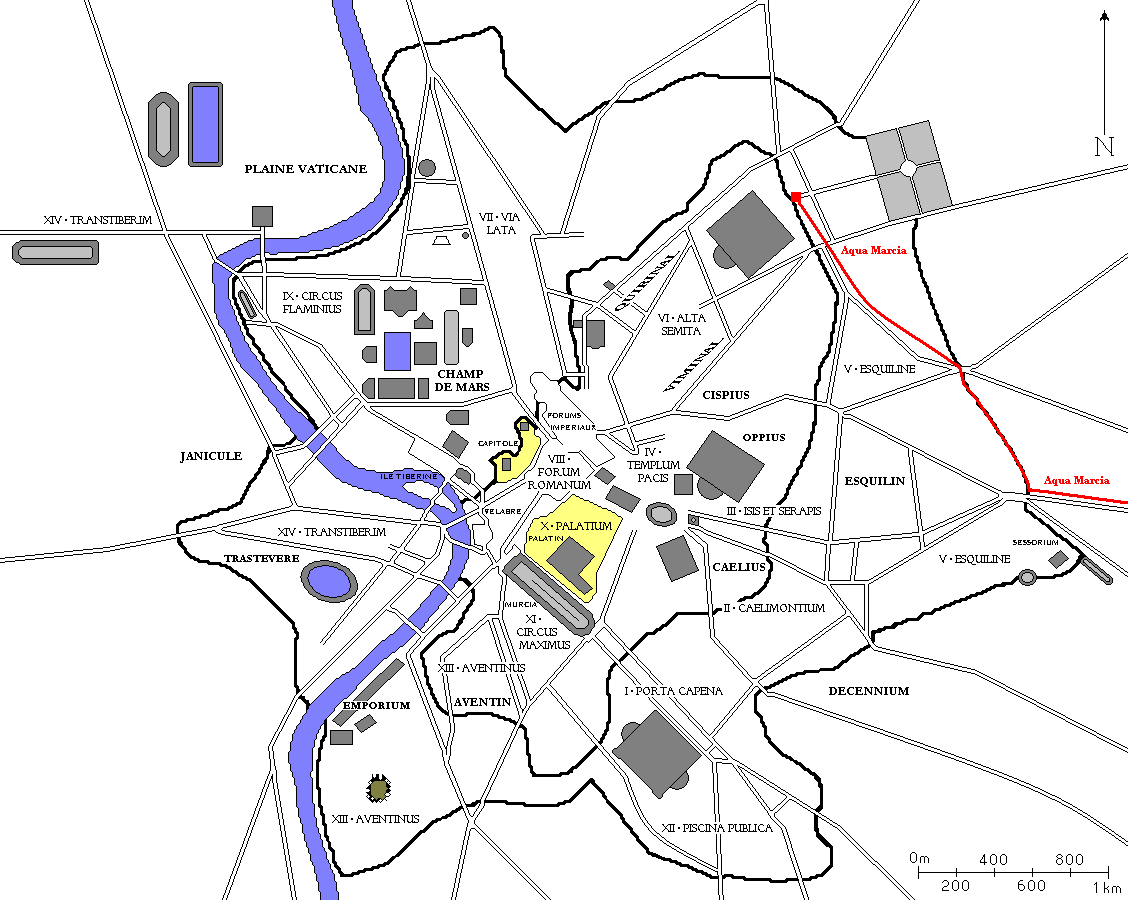
로마 내의 아쿠아 마르키아 구간
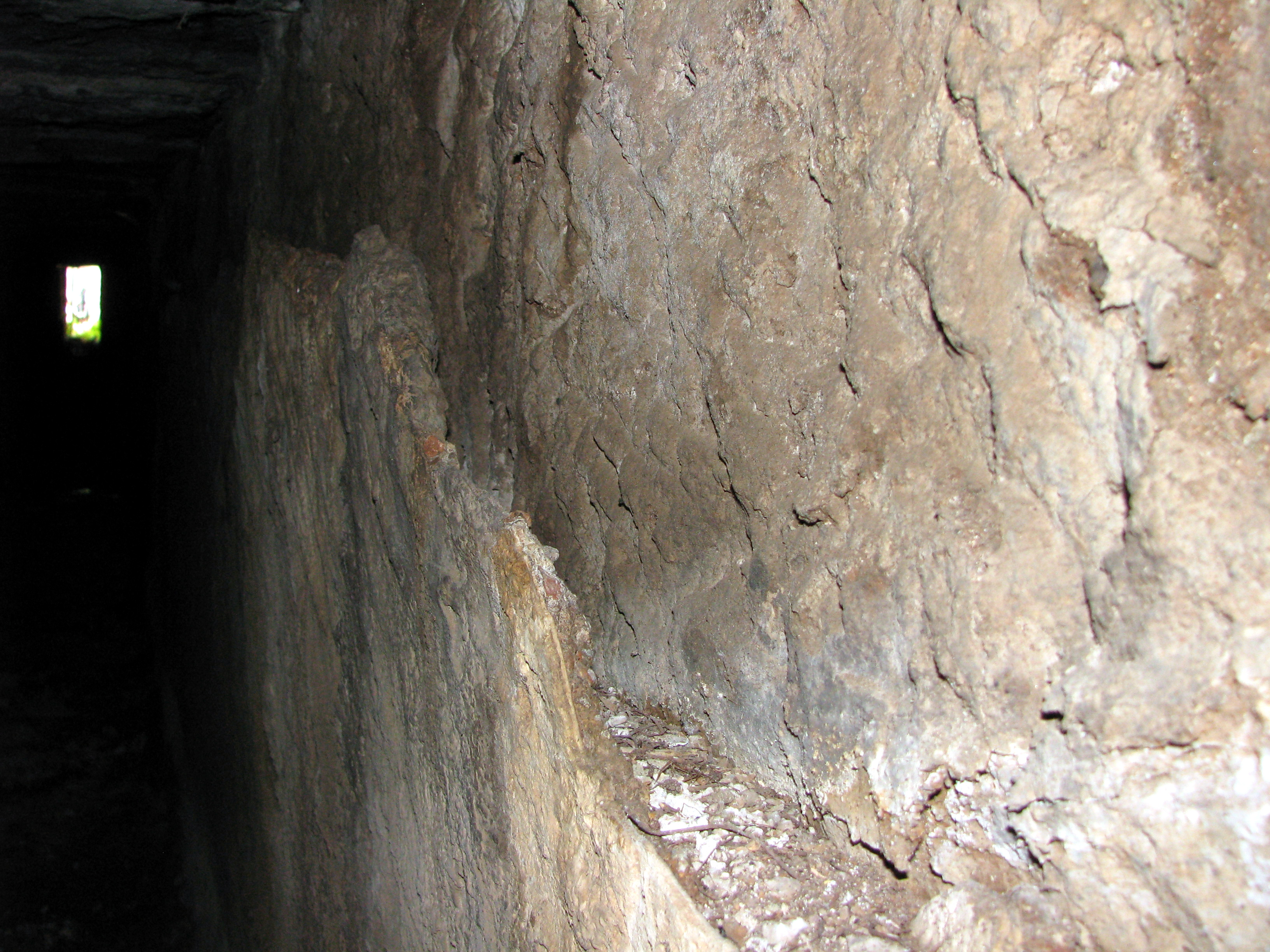
수로 내부에 있는 고대 로마의 방수 회반죽을 클로즈업한 모습

## 참고 문헌
- Coarelli, Filippo, Guida Archeologica di Roma (로마 고고학 가이드), Arnoldo Mondadori Editore, Milano, 1989.
- Claridge, Amanda, Rome: An Oxford Archaeological Guide (로마: 옥스포드 고고학 가이드), Oxford University Press, New York, 1998

## 같이 보기
- 로마의 수도교